# Mesoginella
Mesoginella is een geslacht van weekdieren uit de klasse van de Gastropoda (slakken).

## Soorten
- Mesoginella altilabra (May, 1911)
- Mesoginella aupouria (Powell, 1937)
- Mesoginella australis (Hinds, 1844)
- Mesoginella beecheyi Cossignani, 2006
- Mesoginella brachia (Watson, 1886)
- Mesoginella caducocincta (May, 1915)
- Mesoginella consobrina (May, 1911)
- Mesoginella coxi (Marwick, 1928) †
- Mesoginella cracens (Dell, 1956)
- Mesoginella ergastula (Dell, 1953)
- Mesoginella gabrieli (May, 1911)
- Mesoginella harrisi (Cossmann, 1899) †
- Mesoginella hesterna (Bartrum & Powell, 1928) †
- Mesoginella inconspicua (G. B. Sowerby, 1846)
- Mesoginella judithae (Dell, 1956)
- Mesoginella koma Marshall, 2004
- Mesoginella larochei (Powell, 1932)
- Mesoginella manawatawhia (Powell, 1937)
- Mesoginella megalabra (Beu, 1979) †
- Mesoginella modulata (Laseron, 1957)
- Mesoginella olivella (Reeve, 1865)
- Mesoginella otagoensis (Dell, 1956)
- Mesoginella pisinna Marshall, 2004
- Mesoginella pygmaea (G. B. Sowerby, 1846)
- Mesoginella pygmaeiformis (Powell, 1937)
- Mesoginella pygmaeoides (Singleton, 1937)
- Mesoginella schoutanica (May, 1913)
- Mesoginella sinapi (Laseron, 1948)
- Mesoginella stilla (Hedley, 1903)
- Mesoginella strangei (Angas, 1877)
- Mesoginella tryphenensis (Powell, 1932)
- Mesoginella turbinata (G. B. Sowerby II, 1846)
- Mesoginella vailei (Powell, 1932)
- Mesoginella victoriae (Gatliff & Gabriel, 1908)